# Kovionsaari
Kovionsaari är en ö i Finland. Den ligger i sjön Kuorevesi och i kommunen Jämsä i den ekonomiska regionen  Jämsä  och landskapet Mellersta Finland, i den södra delen av landet, 200 km norr om huvudstaden Helsingfors. Öns area är 5,5 hektar och dess största längd är 0,5 kilometer i sydöst-nordvästlig riktning.  Kovionsaari ligger i sjön Kuorevesi.